# Colon sigmoideum
| |                                                  |
| Der menschliche Dickdarm: 1. Aufsteigender Grimmdarm (Colon ascendens) 2. Querverlaufender Grimmdarm (Colon transversum) 3. Absteigender Grimmdarm (Colon descendens) 4. Sigma (Colon sigmoideum) 5. Mast- oder Enddarm (Rectum) und Anus | Übersicht über den menschlichen Magen-Darm-Trakt |

Das Colon sigmoideum, auch Sigmaschlinge, Sigmadarm oder Sigmoid und kurz Sigma genannt, ist der vierte und letzte, etwa 35–40 cm lange Teil des menschlichen Kolons (Grimmdarm). Er heißt so, weil sein Verlauf so aussieht wie (griechisch -id -gestaltig; eidos Ähnlichkeit) der griechische Kleinbuchstabe ς (Sigma). Die Untersuchung dieses Darmabschnitts bei einer Darmspiegelung nennt man Sigmoidoskopie.

## Anatomie

### Verlauf
Das Colon sigmoideum liegt zwischen dem Colon descendens (absteigender Dickdarm) und dem Mastdarm (Rektum). Der Darmverlauf entspricht bei den meisten Menschen einer in sich verdrehten S-Kurve, die ausgehend vom absteigenden Dickdarm etwa in Höhe der linken Darmbeinschaufel wieder ansteigt und dann eine in sich verdrehte Kurve nach unten vollzieht, bis das obere Ende des Mastdarms in Höhe des Kreuzbeins erreicht ist. Das Colon sigmoideum verläuft dabei vollständig innerhalb des Bauchfells (intraperitoneal), sein oberes Drittel ist dabei mit zarten Verklebungen am hinteren Bauchfell (Retroperitoneum) der linken Beckenschaufel fixiert. Die Länge des Sigmas ist variabel.

### Blutversorgung
Die arterielle Versorgung des Colon sigmoideum erfolgt aus den Arteriae sigmoideae, die aus der Arteria mesenterica inferior entspringen. Diese teilt sich wenige Zentimeter nach ihrem direkten Abgang aus der Bauchschlagader in die Arteria colica sinistra (zur Versorgung des Colon descendens), die Arteriae sigmoideae und die Arteria rectalis superior (zur Versorgung des Mastdarms) auf. Innerhalb des Mesenteriums (Gekröse) verlaufende Querverbindungen zwischen den angrenzenden Versorgungsbereichen (anastomosierende Arkaden) bilden einen gut durchbluteten Versorgungsgefäßbogen und stellen als Reserveversorgung die Durchblutung des Colon sigmoideum auch bei Verschluss der Arteriae sigmoideae sicher.
Der venöse Abfluss erfolgt über die Vena mesenterica inferior, die zunächst die Arteria colica sinistra aufwärts begleitet und dann, retroperitoneal hinter der Bauchspeicheldrüse, in die Vena lienalis und somit den Pfortaderkreislauf mündet.

## Funktion
Die Funktion des Sigmoids besteht in der Weiterverdauung und der „Portionierung“ der auszuscheidenden Verdauungsrückstände. Diese müssen zum weiteren Wasserentzug eine Weile im Mastdarm verbleiben. Erst nach dessen Entleerung kann über das Sigmoid „Nachschub“ in den Mastdarm gelangen.
Die chirurgische Entfernung des Sigmas (Sigmaresektion) hat daher in vielen Fällen anfangs vermehrt wasserhaltigen, breiigen bis flüssigen Stuhl zur Folge. Die hohe funktionale Flexibilität des Dickdarms führt jedoch meist sehr rasch zu einer völligen Normalisierung der Verdauungstätigkeit.

## Erkrankung des Colon sigmoideum
- Sigmadivertikulose
- Sigmadivertikulitis
- Darmkrebs